# Phaedon fulgida
Phaedon fulgida – gatunek chrząszcza z rodziny stonkowatych i podrodziny Chrysomelinae.
Gatunek ten opisany został w 2003 roku przez Ge S.Q. i Wanga S.Y.
Chrząszcz o ciele długości od 3,92 do 4,6 mm, ubarwiony metalicznie spiżowo z pazurkami, ostatnim członem głaszczków szczękowych i dwoma wierzchołkowymi głaszczków wargowych mahoniowo brązowymi. Przedplecze w obrysie wielokątne, na przednim brzegu szeroko wykrojone, u nasady znacznie węższe od podstawy pokryw. Języczkowata tarczka i pokrywy niepunktowane. Pokrywy wypukłe, każda wyposażona w 10 głęboko punktowanych rzędów i skrócony rządek przytarczkowy. Epipleury pokrywy u nasady rozszerzone, ku tyłowi nieco zwężone. Ostatni człon stopy przedłużony wierzchołkowo w ostrogę, skierowaną brzusznie. Narządy rozrodcze samca o edeagusie w widoku bocznym zgiętym pod kątem prostym, w widoku grzbietowym poszerzonym u nasady i zwężonym ku szczytowi.
Owad znany wyłącznie z Fanjing Shan w Kuejczou, w Chinach.